# Wimbledon 1990
De 104e editie van het Britse grandslamtoernooi, Wimbledon 1990, werd gehouden van maandag 25 juni tot en met zondag 8 juli 1990. Voor de vrouwen was het de 97e editie van het graskampioenschap. Het toernooi werd gespeeld bij de All England Lawn Tennis and Croquet Club in de wijk Wimbledon van de Britse hoofdstad Londen.
Op de eerste zondag tijdens het toernooi (Middle Sunday) werd traditioneel niet gespeeld.
Het toernooi van 1990 trok 347.979 toeschouwers. De All England Lawn Tennis and Croquet Club boekte met het toernooi van 1990 een winst van 9,6 miljoen pond (ruim 32 miljoen gulden).

## Belangrijkste uitslagen
Mannenenkelspel

Finale: Stefan Edberg (Zweden) won van Boris Becker (West-Duitsland) met 6-2, 6-2, 3-6, 3-6, 6-4
Vrouwenenkelspel

Finale: Martina Navrátilová (Verenigde Staten) won van Zina Garrison (Verenigde Staten) met 6-4, 6-1
Mannendubbelspel

Finale: Rick Leach (Verenigde Staten) en Jim Pugh (Verenigde Staten) wonnen van Pieter Aldrich (Zuid-Afrika) en Danie Visser (Zuid-Afrika) met 7-6, 7-6, 7-6
Vrouwendubbelspel

Finale: Jana Novotná (Tsjecho-Slowakije) en Helena Suková (Tsjecho-Slowakije) wonnen van Kathy Jordan (Verenigde Staten) en Elizabeth Smylie (Australië) met 6-3, 6-4
Gemengd dubbelspel

Finale: Zina Garrison (Verenigde Staten) en Rick Leach (Verenigde Staten) wonnen van Elizabeth Smylie (Australië) en John Fitzgerald (Australië) met 7-5, 6-2
Meisjesenkelspel

Finale: Andrea Strnadová (Tsjecho-Slowakije) won van Kirrily Sharpe (Australië) met 6-2, 6-4
Meisjesdubbelspel

Finale: Karina Habšudová (Tsjecho-Slowakije) en Andrea Strnadová (Tsjecho-Slowakije) wonnen van Nicole Pratt (Australië) en Kirrily Sharpe (Australië) met 6-3, 6-2
Jongensenkelspel

Finale: Leander Paes (India) won van Marcos Ondruska (Zuid-Afrika) met 7-5, 2-6, 6-4
Jongensdubbelspel

Finale: Sébastien Lareau (Canada) en Sébastien Leblanc (Canada) wonnen van Clinton Marsh (Zuid-Afrika) en Marcos Ondruska (Zuid-Afrika) met 7-6, 4-6, 6-3

## Toeschouwersaantallen en bezoekerscapaciteit
|           |        | Eerste week |         | Tweede week |
| --------- | ------ | ----------- | ------- | ----------- |
| Maandag   |        | 28.923      |         | 30.818      |
| Dinsdag   | 30.075 | 28.208      |         |             |
| Woensdag  | 30.962 | 23.819      |         |             |
| Donderdag | 31.065 | 21.952      |         |             |
| Vrijdag   | 31.332 | 21.302      |         |             |
| Zaterdag  | 28.077 | 20.638      |         |             |
| Zondag    | –      | 20.808      |         |             |
| Totaal    |        | 347.979     | 347.979 | 347.979     |

|  | = slecht weer (meer dan twee uur niet gespeeld) |
|  | = gehele dag niet gespeeld, vanwege de regen    |

| Baan                           | Zitplaatsen                    | Staanplaatsen                  |                                | Baan                           | Zitplaatsen |
| ------------------------------ | ------------------------------ | ------------------------------ | ------------------------------ | ------------------------------ | ----------- |
| Centre Court                   | 13.107                         | –                              |                                | Court No. 9                    | –           |
| Court No. 1                    | 6.507                          | 1.000                          | Court No. 10                   | –                              |             |
| Court No. 2                    | 2.226                          | 1.000                          | Court No. 11                   | 162                            |             |
| Court No. 3                    | 800                            | –                              | Court No. 12                   | –                              |             |
| Court No. 4                    | –                              | –                              | Court No. 13                   | 1.604                          |             |
| Court No. 5                    | –                              | –                              | Court No. 14                   | 2.048                          |             |
| Court No. 6                    | 250                            | –                              | Court No. 15                   | –                              |             |
| Court No. 7                    | 250                            | –                              | Court No. 16                   | –                              |             |
| Court No. 8                    | –                              | –                              | Court No. 17                   | 180                            |             |
| Totaal zitplaatsen             | Totaal zitplaatsen             | Totaal zitplaatsen             | Totaal zitplaatsen             | Totaal zitplaatsen             | 27.134      |
| Totaal staanplaatsen           | Totaal staanplaatsen           | Totaal staanplaatsen           | Totaal staanplaatsen           | Totaal staanplaatsen           | 2.000       |
|                                |                                |                                |                                |                                |             |
| Bezoekerscapaciteit tennispark | Bezoekerscapaciteit tennispark | Bezoekerscapaciteit tennispark | Bezoekerscapaciteit tennispark | Bezoekerscapaciteit tennispark | 28.000      |